# Monte Caprione

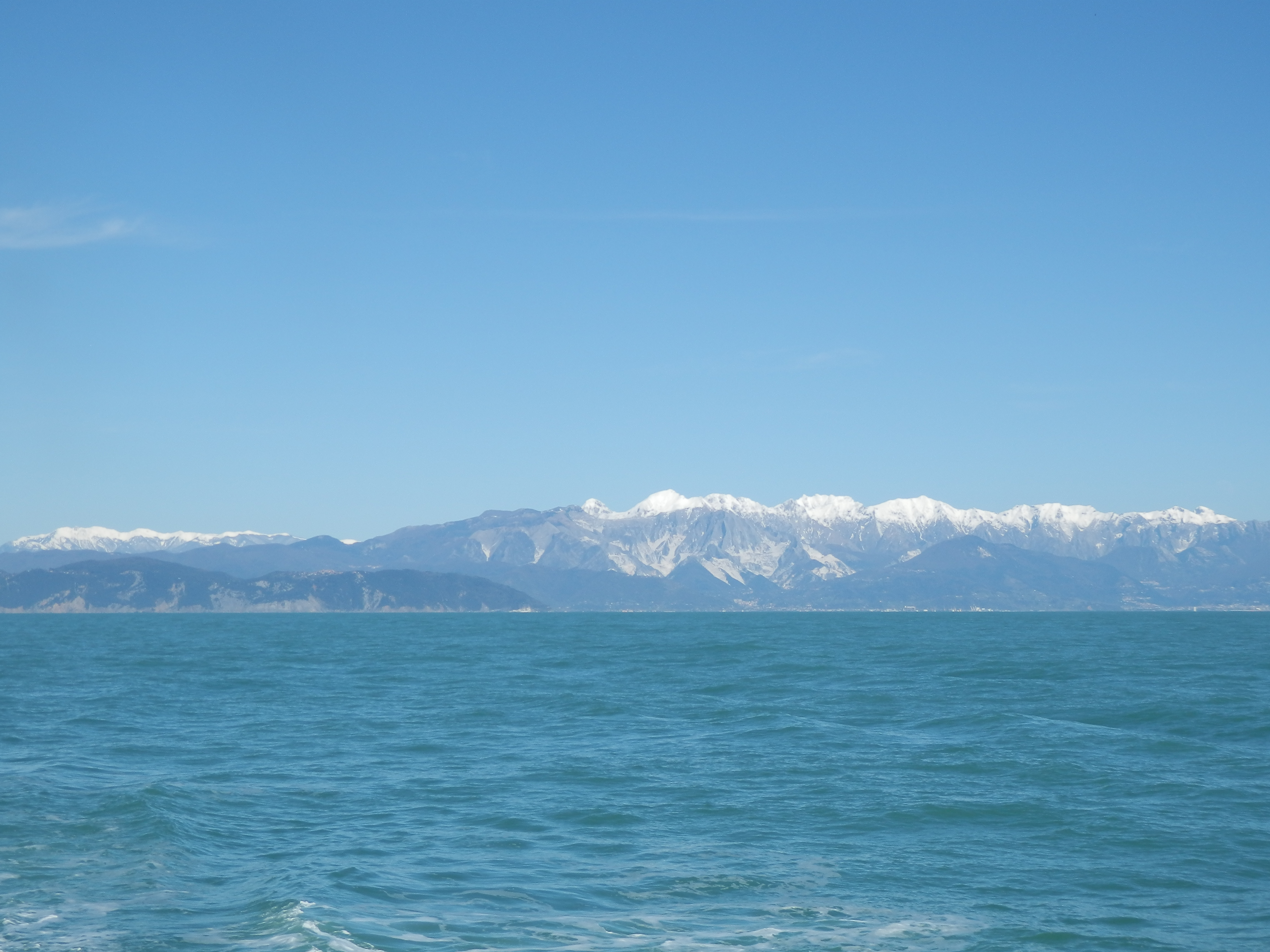
Il promontorio del Caprione visto dal Golfo della Spezia. Sullo sfondo le Alpi Apuane

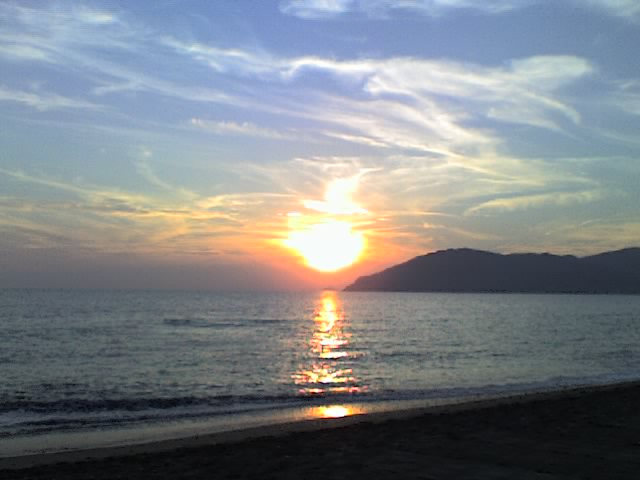
Il promontorio del Caprione e Capo Corvo visti da Marina di Carrara

Il promontorio del Caprione (o Carpione) è l’ultima propaggine della catena di alture che ad oriente chiude il golfo della Spezia.
Il suo territorio fa parte del Parco naturale regionale di Montemarcello-Magra-Vara.
L’orientamento geografico del Caprione è sempre stato un utile punto di riferimento per le rotte dei naviganti dell’antichità già in epoca protostorica.
Per la sua importanza nella navigazione Tolomeo, nella sua Geografia, lo include tra gli ottomila toponimi di cui fornisce latitudine e longitudine.
Nel promontorio del Caprione si trovano varie cave di marmo Portoro.

## Storia
Il sito del Caprione, ricco di acque sorgive, era abitato già in epoca preistorica come testimonia il ritrovamento di cinque costruzioni megalitiche ritrovate in varie località del promontorio. Le strutture megalitiche del Caprione, tra loro allineate secondo la forma della costellazione di Cassiopea,a forma di M, sono presumibilmente da collegare alla pratica di riti religiosi e della fertilità. 

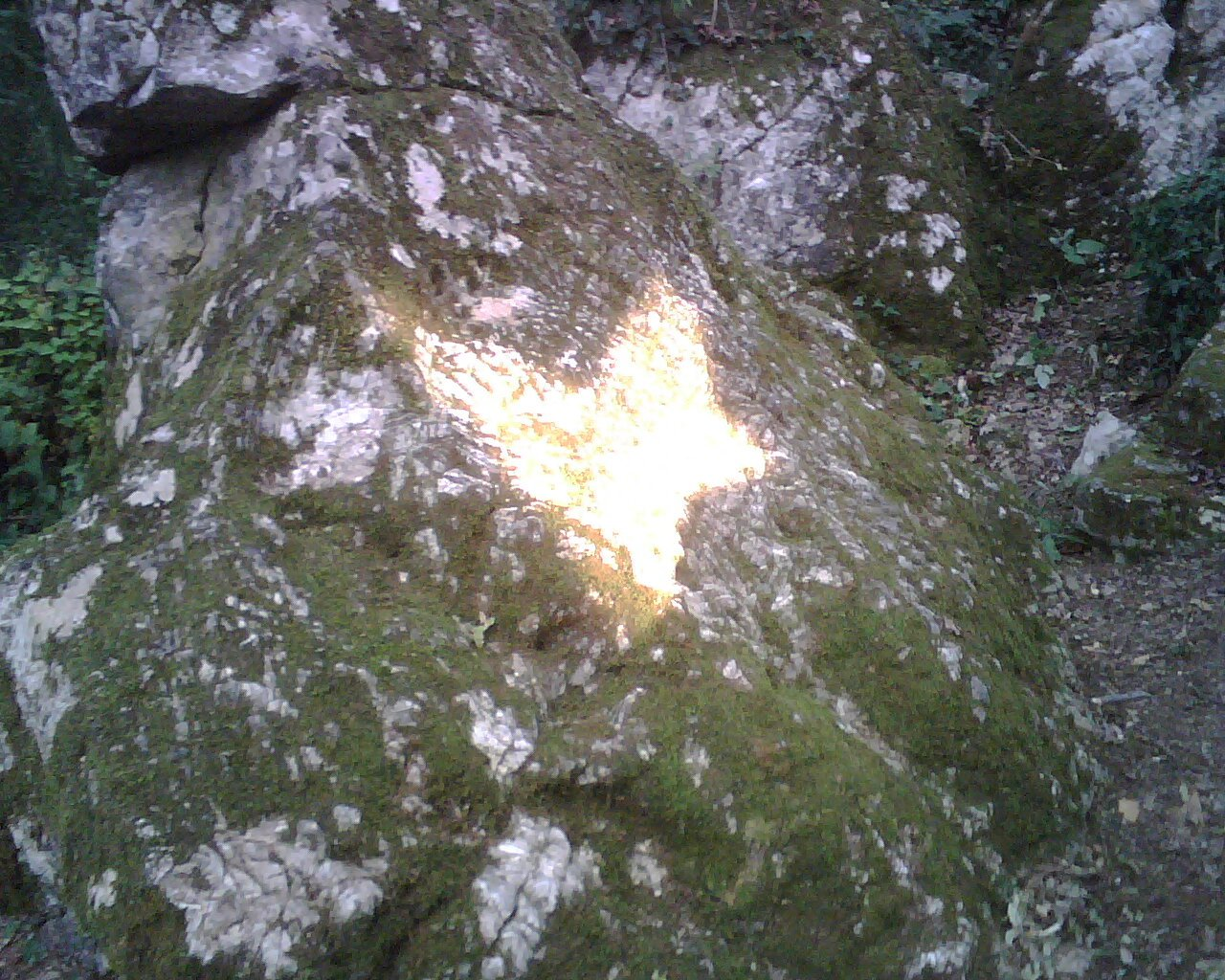
La farfalla del solstizio d'estate

Il più famoso di questi luoghi è il menhir nella località del bosco di San Lorenzo, legato al fenomeno della farfalla d’oro che si osserva in occasione del solstizio d’estate (fenomeno naturale e non umano). 
La frequentazione della zona è continuata in epoca storica come è testimoniato dal ritrovamento, nella vicina zona di Ameglia, della necropoli di Cafaggio delle antiche popolazioni Liguri (IV secolo a.C.).
Fra le costruzioni storiche del Caprione vi sono i cavanèi, piccole costruzioni a pianta circolare, in pietra a secco con struttura a tholos.
Nella località San Lorenzo (Lerici) sono i resti dell'antico omonimo villaggio medievale ed i ruderi della chiesa di San Lorenzo ai Monti.